# Atsushi Ōkubo
Atsushi Ōkubo (大久保 篤 Ohkubo Atsushi) es un mangaka conocido por su trabajo en Soul Eater, adaptado el 7 de abril de 2008 al formato anime, y en En'en no Shōbōtai. Además, trabajó como asistente de Rando Ayamine en la serie de manga Get Backers.

## Trabajos
- B.Ichi (B壱) (2002) - Escritor, artista
- Soul Eater (2003-2013) - Escritor, artista
- Soul Eater Not! (2011) - Escritor, artista
- Fire Force (2015-2022) - Escritor, artista

## Asistentes
- Tomoyuki Maru (Tripeace)
- Takatoshi Shiozawa (FULL MOON)
- Takuzi Kato (Knight's & Magic)
- Yoshiki Tonogai (Doubt)
- Mathias Tefel (Maiko)
- Kei Urana (Gachiakuta)

- Datos: Q757810